# Chandauli
Chandauli är en stad i den indiska delstaten Uttar Pradesh, och är den administrativa huvudorten för distriktet Chandauli. Staden hade 23 020 invånare vid folkräkningen 2011.